# 카스페르 돌베르
카스페르 돌베르 라스무센(덴마크어: Kasper Dolberg Rasmussen, 1997년 10월 6일 ~ )는 덴마크의 축구 선수로 현재 벨기에 퍼스트 디비전 A의 안데를레흐트에서 공격수로 활동하고 있다.

## 선수 경력

### 클럽
2014년 덴마크 수페르리가의 실케보르 IF에서 프로에 데뷔하여 2014-15 시즌 리그 3경기에 출전하였고 2014-15 시즌을 마친 뒤 네덜란드 에레디비시 명문팀인 AFC 아약스로 이적했다.
아약스로 이적 후 2019-20 시즌까지 118경기 45골을 터뜨려 2016-17년 UEFA 유로파리그 준우승, 에레디비시 2018-19 우승, 리그 2회 연속 준우승, 2018-19년 UEFA 챔피언스리그 4강, 2018-19년 KNVB컵 우승, 2019년 요한 크라위프 슈퍼컵 우승 등에 기여했으며 2016년 덴마크 올해의 선수, 2017년 아약스 올해의 선수, 2016-17 에레디비시 올해의 선수에도 선정되는 영예를 안았다.
그 뒤 2019년 8월 29일 280억원의 이적료에 프랑스 리그 1 소속팀인 OGC 니스로 이적하여 리그 1 2019-20 5위의 성적을 이끌어냈고 이에 힘입어 니스에서 선정한 올해의 선수상에 이름을 올렸다.

### 국가대표팀
2016년 11월 11일 덴마크 성인대표팀 소속으로 카자흐스탄과의 친선 경기에서 국제 A매치 데뷔전을 치렀고 팀은 이 경기에서 4-1의 완승을 거두었다.
그리고 7개월 후인 2017년 6월 10일 카자흐스탄과의 2018년 FIFA 월드컵 유럽 지역 예선 E조 6차전에서 A매치 데뷔골을 터뜨렸고 이후 2018년 FIFA 월드컵 본선 엔트리에 합류하여 2002년 이후 16년만에 덴마크의 16강 진출에 이바지했다.
그 뒤 2019년 6월 10일 조지아와의 UEFA 유로 2020 예선 D조 3차전에서 멀티골을 기록하며 8년만의 유로 대회 본선 진출의 발판을 마련했고 본선에서도 3골을 터뜨리는 맹활약으로 1992년 우승 이후 29년만에 덴마크의 유로 대회 4강 진출에 한몫했다.

## 수상

### 클럽
AFC 아약스
- 에레디비시 : 우승 (2018-19), 준우승 (2016-17, 2017-18)
- KNVB컵 : 우승 (2018-19), 4강 (2019-20)
- 요한 크라위프 슈퍼컵 : 우승 (2019)
- UEFA 유로파리그 : 준우승 (2016-17)
- UEFA 챔피언스리그 : 4강 (2018-19)

### 국가대표팀
덴마크
- UEFA 유럽 축구 선수권 대회 : 4강 (2020)